# Гоутрон Джеррисис Риквангелион
«Гоутрон Джеррисис Риквангелион» (англ. Gotron Jerrysis Rickvangelion) — седьмой эпизод пятого сезона американского мультсериала «Рик и Морти». Сценарий к эпизоду написал Джон Харрис, а режиссёром выступил Джейкоб Хэйр.
Название эпизода отсылает к аниме-сериалу «Neon Genesis Evangelion».
Премьера эпизода состоялась 1 августа 2021 года в блоке Adult Swim на Cartoon Network. Эпизод посмотрели около 817 тысяч зрителей во время выхода в эфир.

## Сюжет
Рик, Морти и Саммер совершают космическое путешествие в Мир сисек, но Рик замечает разбившегося хорька ГоуТрона, завершая свою коллекцию из пяти хорьков, рассказывая это Морти и Саммер. Решив использовать хорьков ГоуТронов для создания ГоуТрона и борьбы с монстрами, которые часто атакуют другие миры и Землю, вся семья Смитов выступает их пилотами. После их первого боя со всеми пятью хорьками ГоуТронами, Рик решает, что хочет большего. Они начинают работать с другими семьями Смитов из других реальностей (у Риков разные личности, в то время как их семьи остаются такими же) над созданием ГоуГоуТронов со всеми собранными хорьками, а также с кражами других ГоуТронов у пилотов своих вселенных. Поскольку Саммер помогает Рику с его большими планами, она наконец чувствует, что Рик ценит её больше, чем Морти. Морти пытается помочь Саммер увидеть, что Рик на самом деле не заботится о ней, а только о своей одержимости воплощением своей большой мечты о ГоуТроне. Саммер игнорирует Морти, но обнаруживает, что Рик уже заменил её «аниме-девушкой» по имени Кендра, лидером оригинальных пилотов ГоуТронов из других вселенных, ищущих своих хорьков обратно.
Саммер рассказывает, что правительство отправило её в тюрьму на Марсе, чтобы помочь дисциплинировать её «гигантского ребёнка-инцеста», созданного в «Спрее рикависимости», превратить в абсолютное оружие, но вместо этого она связалась с ним (назвав его Наруто) и помогла ему сбежать. Семья возвращается к Рику, сидящему поверх волос Наруто, и спасают Рика от убийства оригинальными пилотами ГоуТронов. После спасения Рик сразу устаёт от ГоуТронов и, чтобы никогда не говорить о произошедших событиях, семья позволяет монстрам наводнять город, пока они в безопасности дома, а затем Рик удаляет инопланетных слизней — «Закадровианцев», которые делали Морти и Саммер слышащими их внутренние мысли весь эпизод и убивает их.
В сцене после титров в другой вселенной группа монстров-жуков находится в учебной школе, которая хочет помочь другим вселенным вылечить СПИД, но обнаруживает, что, проходя через свои порталы, они лишаются своей одежды и становятся намного крупнее на других планетах, с их мирными попытками объяснить своё лекарство от СПИДа на родном языке, что приводит к тому, что на них нападают и немедленно убивают.

## Отзывы
Зак Хэндлен из The A.V. Club дал эпизоду оценку B, заявив, что «в „Риквангелионе“ есть несколько весёлых реплик, твёрдый темп и забавная концепция». Джо Матар из Den of Geek оценил эпизод на 3 звезды из 5, заявив, что «основное различие здесь в том, что те старые эпизоды были по крайней мере неизменно забавными, в то время как эпизоды пятого сезона вызывают у меня лишь несколько смешков. „Гоутрон Джеррисис Риквангелион“, к сожалению, продолжает эту тенденцию».